# أحمد الباري
أحمد عيد الباري (1370- 1434 هـ / 1950- 2013 م) خطَّاط سوري، ولقب أسرته الباري أصلها (باري قلم)، يُعَد أحدَ أبرع الخطَّاطين في الخط العربي في العصر الحديث، ومن أشهر خطَّاطي القرآن الكريم، وقد خطَّ المصحف الشريف ثماني مرَّات على الأقل. قُتل في مَرسَمه في بيته من جرَّاء قصف قوات الأسد على بلدة يلدا بمحافظة ريف دمشق.

## سيرته
وُلد أبو عماد، أحمد عيد الباري في مدينة دمشق، عام 1950م. بدأ تعلقه بفنِّ الخط منذ الطفولة في مدرسة سعادة الأبناء التابعة للجمعية الغرَّاء وموقعها ملاصق للجامع الأموي بدمشق على يد الأستاذ الشيخ أحمد العطار الذي كان خطاطًا.
بدأت مرحلة دراسته الجادَّة لفنِّ الخط العربي على يد الخطاط بدوي الديراني بدمشق، ثم على يد الخطاط إبراهيم الرفاعي في حلب، ثم التقى الدكتور محمد بشير الإدلبي الذي كان يجمع من خطوط الأئمَّة على نطاق شخصي بطريقة التصوير، فاقتنى منه الكثير من هذه اللوحات المصوَّرة. وكان يرشده إلى النواحي الجمالية عند كل الخطاطين المعروفين، من الذين تركوا لنا هذا التراث.
حين بلغ الخامسة والعشرين من العمر سافر إلى مصر، والتقى كبارَ خطَّاطيها منهم الخطاط سيد إبراهيم، وعبد القادر، ومحمود الشحات. وزار مدارس تحسين الخطوط بمصر. ثم عاد إلى سوريا وحظي بتشجيع كبير من قِبَل الخطاط العراقي هاشم محمد البغدادي عام 1969 في أثناء زيارته لدمشق، فقد زار أحمد الباري في منزله المتواضع، وأعلمه بأن طريق إبداع الخط يمرُّ بإسطنبول. فعقد الباري العزم وشدَّ الرحال إلى إسطنبول عاصمة الخط العربي، وجالَ في متاحفها وشاهد آثارًا عظيمة قلَّما تجتمع في مكان آخر. والتقى أحدَ أهم خطاطي القرن العشرين وهو الخطاط حامد الآمدي فجلس إليه واستمع لنصائحه بعد أن كتب أمامه، فنال عنده الاستحسان وأجازه بالخطوط المتنوِّعة وأذن له أن يجيزَ غيره ممَّن يجد فيهم الإتقان، وكان ذلك عام 1978، وعدَّ الباري هذه الإجازة أكبرَ وسام على صدره وضعه آخرُ عملاق من عمالقة الخط في القرن العشرين.
زاره مرَّة الخطاط الإيراني الأشهر جليل رسولي فقال له: أتسكن في هذا القبو؟ لو كنت في بلادنا لقمنا بلفِّ أصابعك بورق الذهب.
تزوَّج ابنةَ شيخ قرَّاء الشام كريِّم راجح، ثم بعد سنوات طلقها.

## أساتذته
- الشيخ أحمد العطار من دمشق.
- الخطاط بدوي الديراني من دمشق.
- الخطاط إبراهيم الرفاعي من حلب.
- الدكتور محمد بشير الإدلبي.
- الخطاط سيد إبراهيم، ومحمود الشحات من مصر.
- لقاء مع الخطاط هاشم محمد البغدادي 1969.
- الخطاط حامد الآمدي من إسطنبول 1978.[3]

## مناصبه وجوائزه
- عضو منظمة المؤتمر الإسلامي في تركيا.
- عضو هيئة التحكيم العليا في فن الخط في إيران.
- حائز على جائزة الدرع الذهبية من رئيس الجمهورية الإيرانية عام 2000.
- حائز على الشهادة التقديرية في فن الخط من تركيا.

## أعماله
- كتب مصحفاً بخط الثلث مع النسخ عام 1980 وانتهى بنفس العام، اعتمد السطر الأول بخط الثلث وتابعه بسبعة أسطر أصغر بخط النسخ وفي وسط الصحيفة سطر من الثلث وأتبعه بسبعة أسطر أيضا بخط النسخ، وانتهت الصفحة بخط الثلث (على طريقة مصحف الخطاط أحمد قره حصاري).
- كتب خمسة مصاحف بخط النسخ كلها على خمسة عشر سطرًا بطريقة الحفاظ مختوم الآية على الرسم العثماني. وأنهاها في الأعوام 1981- 1986.
- كتب مصحفاً بالخط الفارسي (التعليق) بحجم 50×70 بقي منه قرابة الجزء والنصف من 1980- 1987.
- كتب مصحفاً بخط النسخ على طريقة الحفاظ المصريين بـ 17 سطرًا مختوم الآية وعلى الرسم العثماني أيضًا وفق الكتبة الأولى عام 1987.
- كتب المصحف الشريف بخط الثلث بحجم الصفحة (100×70) على طريقة الحفاظ أيضًا وهو مختوم الآية وعلى الكتبة الأولى 1987.
- كتابة خطوط كثيرة لعدَّة مساجد في دمشق، ولعدد من الدور الحكومية، واللوحات البيتية، وغيرها.[3]

## وفاته
توفي أحمد الباري نتيجة قصف قوات الأسد على بلدة يلدا بمحافظة ريف دمشق، فاستشهد في مَرسَمه داخل بيته، بتاريخ 6 ذي الحِجَّة 1434هـ الموافق 11 أكتوبر (تشرين الأول) 2013م، ودُفن فيها.

## وصلات خارجية
- رموز الثورة السورية - الشهيد الخطاط أحمد الباري